# Селиг, Уильям
Уильям Николас Селиг (англ. William Selig; 14 марта 1864, Чикаго, Иллинойс — 15 июля 1948, Лос-Анджелес, Калифорния, США — видный американский кинодеятель, продюсер, кинорежиссёр
, сценарист, пионер американской киноиндустрии.

## Биография
Родился в семье польско-чешских эмигрантов. Начинал как обивщик мебели, учился на фокусника. В 1894 году на ярмарке в Техасе, Селиг встретил сотрудников Томаса Эдисона, которые демонстрировали новое изобретение кинетоскоп. Под впечатлением увиденного, вернулся в Чикаго и открыл небольшую фотостудию, занялся экспериментированием, пробовал делать свои собственные движущиеся изображения, не платя патентный сбор компании Эдисона. Нашёл слесаря, который отремонтировал кинокамеру братьев Люмьер, и с его помощью разработал работающую систему. Позже изготовил подобие синематографа.
За свою творческую карьеру в киноиндуствии с 1896 по 1938 год снял как режиссёр 3 фильма, создал 1 киносценарий, выступил продюсером 2 492 кинолент, в основном короткометражных и документальных.
У. Селиг — создатель одной из первых кинокомпаний «Selig Polyscope Company» (1896) в Чикаго, которая создала сотни ранних, широко распространенных коммерческих фильмов эпохи немого кино, в том числе первые фильмы с участием Тома Микса, Гарольда Ллойда, Коллин Мур и Роско Арбакла в главных ролях.

## Избранная фильмография
Режиссёр
- 1905: The Hold-up of the Leadville Stage
- 1910: Hugo the Hunchback

Продюсер
- 1896: Бродяга и собака
- 1900: The Parade of Naval Veterans
- 1907: The Bandit King
- 1908:Доктор Джекилл и мистер Хайд
- 1908:Волшебная фея и радиопьесы
- 191O: Чудесный волшебник страны Оз
- 1913: Вамба, дитя джунглей
- 1915: Человек с железным сердцем
- 1916: The Germ of Mystery
- 1919: Растерзанная Армения
- 1938: Convicts at Large

## Память
- За большой вклад в киноиндустрию Уильям Селиг отмечен звездой на Аллее славы в Голливуде.
- В 1948 году Селиг и несколько других ранних кинопродюсеров и режиссёров разделили специальную почётную премию Академии в знак признания их роли в создании киноиндустрии[4].